# Remaclo
Remaclo, también conocido como Remaculus, Remaclus, Rimaglius, Remaclus de Maastricht) (Aquitania, ca. 600 – Stavelot, 663, era un monje colombaniano, fundador de las abadías de Malmedy y de Stavelot y obispo de Maastricht.

## Biografía
Fue discípulo de Sulpicio Pío, obispo de Bourges, y se convirtió en monje en la abadía de Luxeuil. Junto con San Eligio fundó la abadía de Solignac cerca de Lemoges, de la cual llegó a ser el primer abad en 632. Hacia 644 se fue a las Árdenas, encargado por el rey Sigeberto III de Austrasia  para fundar un monasterio en la ribera del Semois en Cugnon. Entre 648-649, Sigeberto III y su mayordomo Grimoaldo encomendaron a Remaclo el establecimiento de Stavelot-Malmedy. Primero fundó Malmedy, que dependía del obispado de Colonia cerca de Warche, pero después prefirió el lugar de Stavelot: estaba más protegido de las inundaciones del Warche, y además tenía minas de oro y terrenos bien adecuados para la agricultura.
Probablemente el obispo Amando de Maastricht le otorgó la dignidad episcopal cuando su título cambió de venerandus abbas a episcopus abbas, con el derecho de consagrar altares y ordenar sacerdotes. Es una política habitual de los Pipínidas para fortalecer la independencia de los monasterios hacia los obispos seculares. De 652 a 662 fue obispo de la diécesis de Maastricht.
La iglesia católica lo declaró santo en 1042, y su festividad es el 3 de septiembre.